# Manfred Hausmann

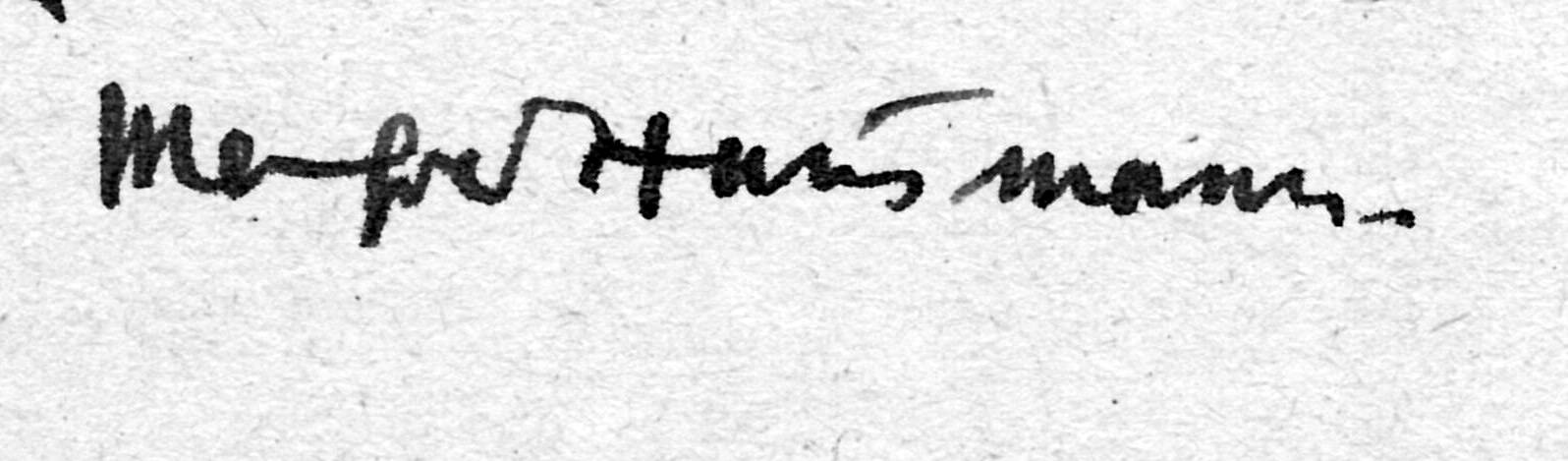
Signatur von Manfred Hausmann, 1946

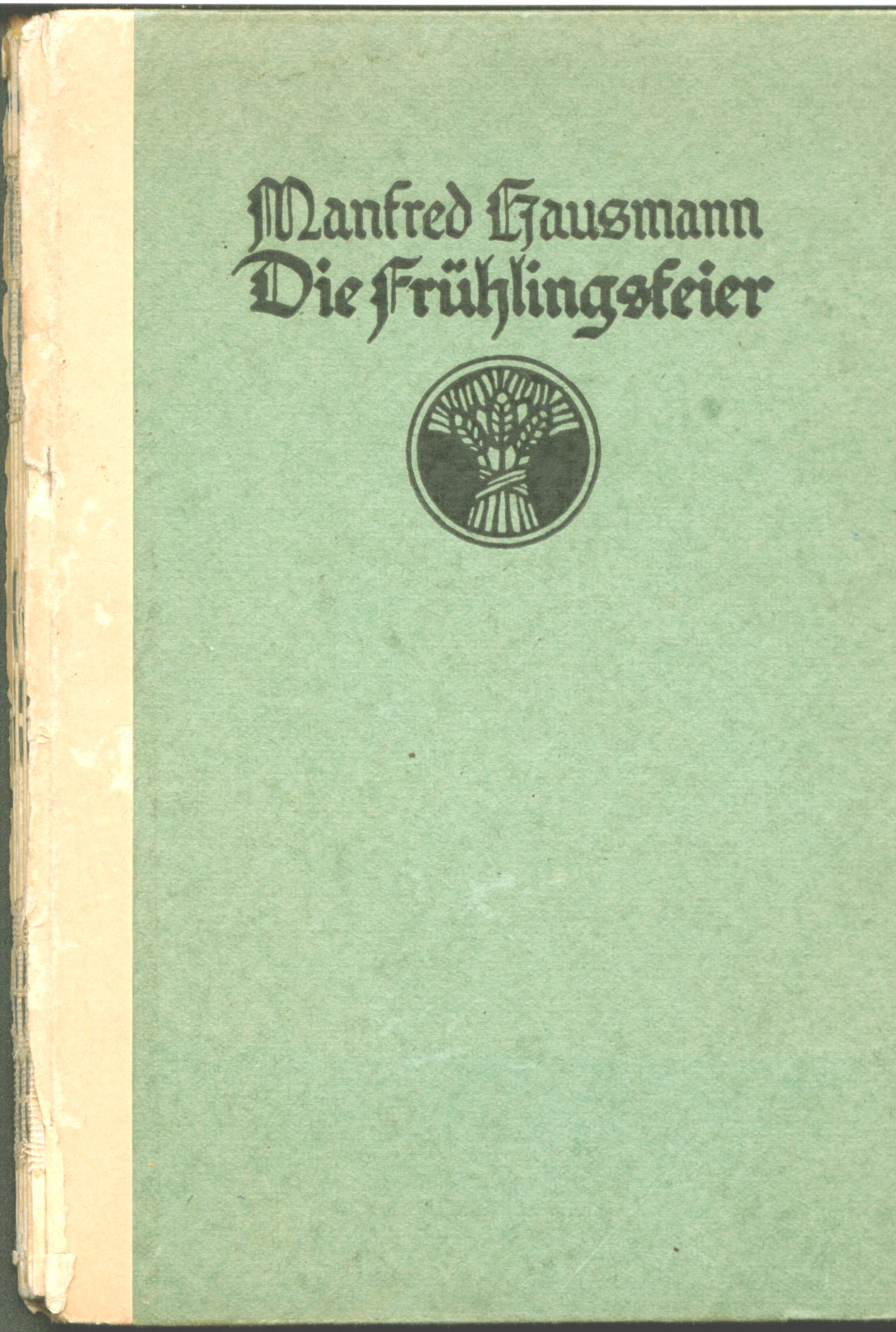
Erstausgabe der Novellen von Manfred Hausmann, 1924

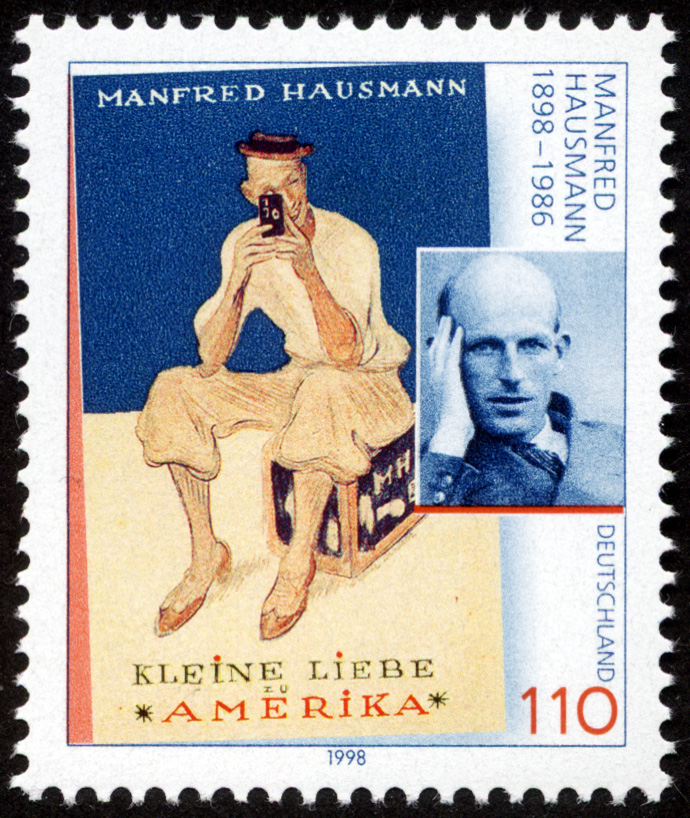
Sonderbriefmarke von 1998 zum 100. Geburtstag von Manfred Hausmann

Manfred Georg Andreas Hausmann (* 10. September 1898 in Kassel; † 6. August 1986 in Bremen) war ein deutscher Schriftsteller, Journalist und Laienprediger. Nach neuromantischen Anfängen wandte er sich in den frühen 1930er Jahren dem Christentum zu. In den 1920er Jahren hatte er viele Anhänger aufgrund seiner „Vagabunden-Romane“; nach dem Zweiten Weltkrieg dank seiner zahlreichen Essays, Gedichte, der viel gelesenen „Martin-Geschichten“ und nicht zuletzt seiner Predigten.

## Biografie
Manfred Hausmann, Sohn eines Göttinger Fabrikanten, besuchte das Gymnasium und schloss sich früh der Wandervogelbewegung an. 1916 legte er das Notabitur ab und wurde Soldat im Ersten Weltkrieg. Nach dem Krieg studierte er in Göttingen und München Germanistik, Philosophie und Kunstgeschichte. 1922 wurde er in München zum Dr. phil. promoviert. Im Frühjahr 1923 arbeitete er eine Zeitlang bei Friedrich Gundolf in Heidelberg als Habilitand und zugleich als Dramaturg der Volksfestspiele Hohentwiel.
1923/24 – inzwischen mit der Mathematikstudentin Irmgard Schmidt verheiratet – absolvierte Hausmann eine Kaufmannslehre in Bremen. 1924 wurden die Zwillinge Wolf und Tjark geboren. 1924 und 1925 war Hausmann Feuilletonredakteur der Weser-Zeitung, daneben erschienen erstmals Novellen von ihm. Die Buchausgabe mit den ersten beiden Novellen Die Frühlingsfeier und Holder widmete er „Mascha“ – das war der Kosename von Martha Vogeler (1905 bis 1993), der dritten Tochter des Worpsweder Künstlers Heinrich Vogeler.
1924 gründete Hausmann in Bremen zusammen mit Wilhelm Scharrelmann, Hans Friedrich Blunck, Hans Franck, Alma Rogge u. a. Die Kogge, eine Autorenvereinigung vornehmlich anti-moderner, konservativer bis z. T. völkisch-national gesinnter Autoren der Niederdeutschen Bewegung.
Ende 1925 kündigte er bei der Weser-Zeitung und schrieb daraufhin an seinem ersten Roman Lampioon küßt Mädchen und kleine Birken. Dass er dafür ein Jahr als Landstreicher durch Deutschland gereist ist, wie oft berichtet wird, gehört wohl ins Reich der Legendenbildung, wahrscheinlicher ist, dass Hausmann das Buch als Gast im Martha Vogelers Haus im Schluh schrieb.
Der große Erfolg dieses Romans ermöglichte es Hausmann, ab 1928 als freier Schriftsteller zu leben. Er ließ sich in der Künstlerkolonie Worpswede bei Bremen nieder. 1929 unternahm er eine Amerikareise. 1930 wurde seine Tochter Bettina geboren. Als Folge intensiver Auseinandersetzung mit der Bibel und mit Schriften von Karl Barth, Kierkegaard und Dostojewski wandte sich Hausmann um 1933 dem Christentum zu. Als 1934 der (jüdische) Verleger Samuel Fischer starb, hielt Hausmann die Grabrede. 1936 wurde sein Sohn Martin geboren. 1938 erschien sein erster Gedichtband Jahre des Lebens.
Hausmann soll sich 1939 zum Wehrdienst gemeldet haben, musste ihn aber aufgrund einer alten Verletzung bald wieder quittieren. Er lebte während des Krieges zurückgezogen.
Von 1945 bis 1950 saß Hausmann – wie schon vor dem Krieg von 1929 bis 1933 – für die SPD im Worpsweder Gemeinderat. 1950 zog er von Worpswede nach Bremen-Rönnebeck in ein neues Haus, das er am Steilufer der Weser hatte errichten lassen, entworfen von dem Architekten Rolf Störmer. Er arbeitete in Bremen von 1945 bis 1952 als Chef des Feuilletons beim Weser-Kurier.
Hausmanns Grab befindet sich auf dem evangelischen Friedhof der Kirche Rönnebeck-Farge; er wirkte hier als Prediger mit.

### Zeit des Nationalsozialismus
Hausmanns „regimetreues Wirken“ während der Zeit des Nationalsozialismus wird nach Experten wie Arn Strohmeyer und Karl Müller oft übergangen. Strohmeyer unterstellt in seiner Schrift über Manfred Hausmann mit dem Titel Der Mitläufer, Hausmann habe während des Krieges „dem Regime und seiner Ideologie zeitweise viel näher gestanden, als der breiten Öffentlichkeit bekannt gewesen sei“.
Insgesamt veröffentlichte Hausmann von 1933 bis 1945 rund ein Dutzend Bücher, daneben viele Gedichte, Kurzgeschichten, Novellen, Reise- und Landschaftsschilderungen sowie politische Artikel. Diese Texte erschienen auch in regimetreuen Publikationen.
Beispiele für Arbeiten, die für seine ideologische Nähe zum Nationalsozialismus vorgebracht werden können, sind etwa sein Beitrag zur Olympiazeitung 1936:

„Die Entwicklung der Menschheit geht zweifellos vom Ahnen zum Wissen, vom Instinkt zur Technik. (…) Darum sind die Möglichkeiten der weißen Rasse, die hauptsächlich die Trägerin des Wissens ist, gar nicht abzusehen. Und darum haben die coloured men, entgegen gewissen pessimistischen Prophezeiungen, keine Chance auf dieser Welt.“

In Das Reich berichtete Hausmann 1940 über die Rede, die Kurt Hesse, der Literaturbeauftragte des Oberkommandos der Wehrmacht, beim zweiten Weimarer Dichtertreffen gehalten hatte. Er erledigte seine Aufgabe im Sinne der NS-Propaganda, mit weitschweifigen Ausführungen zum Totalen Krieg, und schloss mit dem pathetischen Aufruf:
„Im Deutschland von 1940 gehört das Buch zum Schwert, das Schwert zum Buch, gehört der Dichter zum Soldaten und der Soldat zum Dichter.“
Der Weser-Kurier berichtete 2003 von einem Besuch der Geschwister Scholl in Worpswede und einem Zusammentreffen von ihnen mit Hausmann und Martha Vogeler. Hausmann versuchte, mit seiner Familie zu überleben, und musste inhaltliche Eingriffe hinnehmen. Auch der Roman Salut gen Himmel musste sich einige Kürzungen gefallen lassen. Hausmann selbst sagt in einem Fernsehfilm, dass über sein Verhalten während der Herrschaft der Nationalsozialisten am besten diejenigen Auskunft geben könnten, mit denen er damals in Worpswede Kontakt gehabt habe. „Die würden schon das Richtige sagen.“ Er sei eben „nicht begabt, ein Märtyrer zu sein“. Anlässlich einer Reportage über die Worpsweder Künstlerkolonie traf die 20 Jahre jüngere Kulturjournalistin Edith Ruß 1940 auf Hausmann, beide verband seitdem ein langjähriger Briefwechsel, der noch bis 2056 im Literaturarchiv Marbach unter Verschluss liegt. Hausmanns Verhalten während der Zeit des Nationalsozialismus ist ambivalent. Es gibt sowohl Indizien dafür, dass er sich deutlich von der Ideologie der Machthaber distanzierte, als auch Zeichen fragwürdiger Kompromisse, die er einging und später bereute. 
Arn Strohmeyer schreibt über Hausmanns Vorliebe für das Wandern und Segelfliegen: „Nach 1933 hielt er sich immer wieder zu Übungen im Segelfluglager Hirzenhain im Rothaargebirge auf.“ 1940 habe er in seinem Aufsatz Sport und Krieg, den zahlreiche Zeitungen veröffentlichten, erklärt, Krieg sei „die Vollendung dessen, was das tiefe Geheimnis des Sports ausmacht“.
Wie Strohmeyer (mit Jean Améry) anmerkt, machte den „Wandervogel“ Hausmann nicht nur die Sportbegeisterung zum Regime- und Kriegsbefürworter (was nach wie vor eine reine Behauptung Strohmeyers bleibt). Schließlich wurzele Hausmann in einer mystischen, antirationalen „Verbindung von Romantik und Jugendbewegung“, die ein guter Nährboden für Volkstumsideologie und Kraftkult sei, so Strohmeyer weiter. In diesem Zusammenhang sieht Strohmeyer auch die auffallende „Lichtmetaphysik“ des Worpsweder Schriftstellers. Auch das schon erwähnte „Schwert“ habe es ihm angetan. Am 29. September 1940 schrieb er in Goebbels’ Wochenzeitung Das Reich, im heutigen Deutschland gehöre „das Buch zum Schwert, das Schwert zum Buch“. Hausmann selbst schrieb 1941 in einem Essay mit dem Titel Von der dreifachen Natur des Buches einleitend den Satz: „Jedesmal, wenn ein Ding, es sei, welches es wolle, in die Macht des Menschen gerät, wird offenbar, daß es unter dem Zeichen der Zwiespältigkeit steht. In hintergründigem Gleichmut läßt es sich gefallen, zum Guten wie zum Bösen, zum Aufbau wie zur Vernichtung, zum Segen wie zum Fluch gewendet zu werden.“

### Dichter und „Diener Gottes“
Für Strohmeyer wirkt es befremdlich, wenn Hausmann nach dem Krieg erfolgreich „als christlich inspirierter ‚Seelentröster‘ der Kriegsgeneration“ auftritt, ohne jemals Reue zu zeigen oder gar Selbstkritik zu leisten. Dass dieses Urteil unzutreffend ist, zeigt unter anderem Hausmanns Brief von 1947 an Brigitte Bermann Fischer, die Tochter des Verlegers Samuel Fischer. Dort heißt es: „Es geht uns dreckig. Aber ich vergesse nie, warum es uns dreckig geht. Und ich vergesse nie, daß auch ich mit daran schuld bin. Bitte glauben Sie mir das! Und bitte denken Sie daran, daß alles, was ich Ihnen schreibe, das Gefühl der Schuld zur Voraussetzung und zum Untergrund hat.“ Dieses Schuldeingeständnis ist nicht das einzige geblieben. Es finden sich sowohl in öffentlichen Stellungnahmen als auch in persönlichen Briefen ähnliche Worte Hausmanns.
1947 kreidete er Thomas Mann öffentlich seine Absicht an, sich nicht wieder in Deutschland niederzulassen – habe Mann doch 1933 von der Schweiz aus beim Innenminister Frick darum „gebettelt“, ins „Reich“ zurückkehren zu dürfen. Strohmeyer urteilt, es habe sich bei Hausmanns Vorwurf um eine tatsachenwidrige Unterstellung gehandelt, wenn nicht gar um eine Verdrehung, weil er sich über Manns Verächtlichmachung der während des Nationalsozialismus veröffentlichten deutschen „Literatur“ geärgert hatte. Damals war Günther Schwarberg Volontär beim Weser-Kurier. Wie der spätere bekannte Stern-Reporter Schwarberg in seinen Erinnerungen berichtet, hatte er Hausmann auf sein „schäbiges Verhalten“ in der Auseinandersetzung mit Mann angesprochen. Hausmann habe ihn mit der Bemerkung abgespeist, darüber könne man sicherlich verschiedener Meinung sein, das sei in Ordnung.
Hausmann gehörte der Jury zur Vergabe des Literaturpreises der Stadt Bremen an. Als diese 1959 auf einer Sitzung, an der Hausmann nicht teilnahm, Günter Grass für den Literaturpreis 1960 vorschlug, wandte sich Hausmann öffentlich gegen diese Entscheidung und kündigte seine Mitgliedschaft in der Jury auf. Tatsächlich entschied sich der Bremer Senat gegen Grass, und der Preis wurde für 1960 nicht vergeben.
Neben Erzählungen, Romanen, Liedern und Gedichten umfasst Hausmanns weitgespanntes Werk Essays, Dramen, theologische Schriften und eine literarische Neu-Bearbeitung des Hohenlieds Salomos. Außerdem übertrug er frühgriechische, chinesische und japanische Gedichte in die deutsche Sprache. In den Vordergrund seines Wirkens rückte jedoch zunehmend die Verkündigung. 1968 wurde er zum Ältestenprediger der Bremischen Evangelischen Kirche ordiniert. Hausmann übernahm viele Predigtdienste und Vortragstätigkeiten und sprach bei Rundfunk-Veranstaltungen und Kirchentagen. Daneben habe er „den Literaturmarkt mit erbaulichen Prosa-Miniaturen beliefert“, die ihm eine treue Lesergemeinde sicherten, heißt es in einem jüngeren Rundfunk-Porträt. Diese „Meditationen über ‚Zeit und Ewigkeit‘“ habe er in Sammelbänden mit programmatischen Titeln veröffentlicht: Einer muss wachen, Die Entscheidung, Tröstliche Zeichen, Hinter den Dingen. Sie zeigten stets die Pose des Dichters, der nicht nur schreiben, sondern auch verkündigen wolle. Seinen weltanschaulich-religiösen Standpunkt habe er in jenen Jahren wie folgt beschrieben.

„Wenn ich nach etwas suche, das meinem Leben im Getriebe der Welt einen Sinn geben soll, dann muß es eine Macht sein, die über dieser Welt steht. Was kann dem Leben einen Sinn geben? Woran glaube ich also? Ich glaube an die Freiheit. Frei, im eigentlichen Sinne des Wortes, ist nur Gott. Aber wunderbarerweise kann der Mensch an der Freiheit Gottes teilnehmen, weil Gott sich in seiner freien Gnade dem Menschen zugewandt hat. Das Teilhaben geschieht durch den Glauben und durch den Gehorsam. Wenn der Mensch nicht mehr seine eigene Freiheit begehrt, sondern im gläubigen Gehorsam ein Knecht Gottes wird, gewinnt er die Freiheit.“

Hausmann lebte seit seiner Hinwendung zum Christentum in einem ständigen Konflikt zwischen seiner Berufung zum Dichter einerseits und zum Theologen andererseits. Der Versuch, „dichtend“ zu verkündigen, verlief sowohl für ihn als auch für seine Leserschaft unbefriedigend. Erst mit der Ordination zum Ältestenprediger schuf er eine Lösung. Er trennte Kunst und Verkündigung voneinander: Seine Predigten sind keine Dichtung, und seine späten Dichtungen sind frei vom Verkündigungscharakter.
Zahlreiche Bücher von Hausmann werden nach wie vor aufgelegt; teils erreichen sie Auflagen von weit über Hunderttausend. Besonders erfolgreich war Martin. Geschichten aus einer glücklichen Welt.

## Rezeption
In einem Nachruf von 1986 heißt es: „Mit Romanen, die in den späten zwanziger und frühen dreißiger Jahren zu Lieblingsbüchern einer Generation wurden – Lampioon küßt Mädchen und junge Birken, Salut gen Himmel, Abel mit der Mundharmonika –  präsentierte sich Manfred Hausmann als Nachfahre des jungen Hamsun, des jungen Hesse, als Romantiker mit frischer Gefühlsseligkeit und Taugenichts-Charme.“
Arn Strohmeyer unterstellt Hausmann eine „große Zuneigung für alles Militärische“, die sich, trotz seiner schweren Verwundungen im Krieg, zeitlebens nicht gelegt habe. Dem gegenüber stehen die zum größten Teil unveröffentlichten frühen Werke Hausmanns, vor allem Gedichte und Erzählungen, als deutliches Zeichen für seine Traumatisierung durch die Erlebnisse im Ersten Weltkrieg, die zu einer Ablehnung jeglicher Gewalt führten.
Hausmanns positiven Kommentar in einem Rundbrief des Walter-Flex-Freundeskreises von 1978 zu dem „Kriegsdichter“ Walter Flex, gestorben 1917, und dessen Dichtung deutet Strohmeyer als Zeichen einer grundsätzlichen Übereinstimmung auch mit dessen Nationalismus. Ebenfalls deutet er das Promotionsthema Hausmanns von 1922 Kunstdichtung und Volksdichtung im deutschen Soldatenlied von 1914/18 als einer angeblichen Vorliebe Hausmanns für das Kriegerische entstammend – verursacht durch den nachhaltigen Eindruck, den die Erlebnisse im Ersten Weltkrieg bei Hausmann hinterlassen hätten. Hausmann habe zu dieser Zeit auch schon selber Gedichte geschrieben, so Das Schwert, worin er „das Töten geradezu verherrlicht“, so Strohmeyer. Dieses und andere Gedichte Hausmanns lassen sich allerdings auch ohne Weiteres als eine Art „Wehe-Ruf“ über die verhängnisvolle Faszination, die Macht auf Menschen ausübt, und das Erschrecken über die eigenen Abgründe interpretieren.
In seinem autobiographischen Lebenslauf von 1931 bekannte Hausmann, dass er als junger Soldat zunächst „von Wesen und Sinn des Krieges so gut wie nichts“ begriffen habe. Erst im Sommer 1918 seien ihm im Lazarett „die Augen ein bißchen aufgegangen“.

## Ehrungen und Auszeichnungen
Hausmann erhielt zahlreiche weitere Auszeichnungen, darunter
- 1955: Literaturpreis der Stadt Soest
- 1958: Kogge-Ehrenring
- 1959: Großes Bundesverdienstkreuz
- 1963: Bremer Medaille für Kunst und Wissenschaft
- 1970: Konrad-Adenauer-Preis der Deutschland-Stiftung
- 1973: Humboldt-Plakette
- Ehrenmitgliedschaft des Nerother Wandervogels

Von 1950 bis 1955 war Manfred Hausmann Mitglied der Deutschen Akademie für Sprache und Dichtung und von 1956 bis 1986 der Akademie der Künste, Berlin (West) (Sektion Literatur).
In Schwaigern wurde die Manfred-Hausmann-Straße nach ihm benannt. Vor dem ehemaligen Gebäude der Stadtbibliothek Bremen-Blumenthal wurde 1955 die Bronzeplastik Abel mit der Mundharmonika von Marie-Luise Lentz (1912–2003) errichtet.

## Werke (Auswahl)
- Kunstdichtung und Volksdichtung im deutschen Soldatenlied 1914–18. Dissertation München 1922.[1]
- Die Frühlingsfeier. Novellen, Bremen 1924.
- Orgelkaporgel. Erzählungen. Bremen 1925.
- Alt-Hollands Bürgerbauten. (Einführung), 1926.
- Die Verirrten. Zwei Novellen, Leipzig 1927.
- Marienkind. Ein Legendenspiel in 5 Bildern, Berlin 1927.
- Lampioon küßt Mädchen und kleine Birken. Abenteuer eines Wanderers. Roman . Carl Schünemann, Bremen 1928.[38] (Digitalisat des 81.–90. Tausend im Internet Archive)
- Gärten von Fr. Gildemeister. 1928
- Lilofee. Eine dramatische Ballade, 1. Fassung, 1929.
- Salut gen Himmel. Roman. 1929 (Digitalisat der 13./14. Auflage 1934 im Internet Archive).
- Kleine Liebe zu Amerika. Ein junger Mann schlendert durch die Staaten. 1930.
- Abel mit der Mundharmonika. Roman. Berlin 1932, auch Berlin 1934 und Leipzig 1941, verfilmt in Deutschland 1933[39] und 1953.[40]
- Die Föhre. S. Fischer, Berlin 1933.
- Ontje Arps. Erzählung. S. Fischer, Berlin 1934.
- Lilofee. Eine dramatische Ballade, vollkommene Neubearbeitung 1936.
- Die Begegnung. Erzählungen. Mit einem Nachwort von Wilhelm Scharrelmann,  Leipzig 1936.
- Abschied von der Jugend. Roman. Schünemann, Bremen 1937 (später unter dem Titel Abschied vom Traum der Jugend).
- Demeter. Erzählungen. S. Fischer, Berlin 1937.
- Jahre des Lebens. Gedichte. S. Fischer, Berlin 1938.
- Mond hinter Wolken. Erzählung. Mit einem Nachwort von Franz Hammer, Röth Verlag, Eisenach 1938.
- Einer muß wachen. Betrachtung. Recklinghausen 1939 (Vergleich zweier Skulpturen des Typs Christus-Johannes-Gruppe).
- Geliebtes Bremen. Eine Art von Geständnis. Verlag Die Waage, Berlin 1939.
- Geheimnis einer Landschaft – Worpswede. Eine Betrachtung. S. Fischer Verlag, Berlin 1940.
- Quartier bei Magelone: Aus den Papieren des Oberleutnants Skram. S. Fischer, Berlin 1941.
- Alte Musik. Gedichte. S. Fischer, Berlin 1942.
- Das Worpsweder Hirtenspiel. Göttingen 1946.
- Füreinander. Gedichte. Berlin 1946.
- Vorspiel. Neue Versuche. Suhrkamp, Berlin 1947. (Enthält die Parabel die Schnecke, die zu dem Eklat bei der Matura 2014 in Österreich führte.)
- Von der dreifachen Natur des Buches. München 1948.
- Die Gedichte. 1949.
- Das Erwachen. 1949.
- Martin. Geschichten aus einer glücklichen Welt. Vereinigung Oltner Bücherfreunde Olten 1949.[24]
  - Neuauflage mit dem Titel: Martin. Geschichten aus einer glücklichen Welt. mit Zeichnungen von Eva Kausche-Kongsbak. Sigbert Mohn Verlag, Gütersloh 1953.
- Einer muß wachen. Betrachtungen. Briefe. Gedanken. Reden. 1950.
- Der dunkle Reigen. Ein Mysterienspiel. Frankfurt/Main, 1951.
- Liebe, Tod und Vollmondnächte. Übertragung japanischer Gedichte, 1951.
- Der Überfall. Gesammelte Erzählungen. 1952.
- Isabel. Geschichten um eine Mutter. Gütersloh 1953.
- Liebende leben von der Vergebung. Roman. Frankfurt/Main 1953.
- Die Begegnung. Zwei Erzählungen, mit einem autobiographischen Nachwort. Stuttgart 1953.
- Hafenbar. Komödie. München 1954.
- Hinter dem Perlenvorhang. Gedichte nach dem Chinesischen. S. Fischer, Frankfurt am Main 1954; 2., neubearbeitete Auflage 1956.
- Der Fischbecker Wandteppich. Ein Legendenspiel. Frankfurt/Main 1955.
- Walt Disney: Die Wüste lebt. Nach dem Film beschrieben, 1955.
- Bremen. Gesicht einer Hansestadt. Bilder von Hans Saebens, 1955.
- Die Entscheidung. Neue Betrachtungen, Briefe, Gedanken und Reden. Frankfurt/Main 1955.
- Was dir nicht angehört. Erzählung. Frankfurt/Main 1956.
- Trost im Trostlosen. Gedenkrede bei einer Feierstunde des Volksbundes Deutsche Kriegsgräberfürsorge am Volkstrauertag 1956 im Bonner Plenarsaal. Frankfurt/Main 1956.
- Andreas. Geschichten um Martins Vater. mit Zeichnungen von Eva Kausche-Kongsbak. Sigbert Mohn Verlag, Gütersloh 1957.
- Aufruhr in der Marktkirche. Ein Reformationsspiel. Frankfurt/Main 1957.
- Der beste Fahrer von Edinburgh. Eine humoristische Erzählung. Paris 1958.
- Das Lied der Lieder, das man dem König Salomo zuschreibt. Übertragung, 1958.
- Die Zauberin von Buxtehude. Schauspiel. Frankfurt/Main 1959.
- Tröstliche Zeichen. Reden und Betrachtungen. Frankfurt/Main 1959.
- Propheten, Apostel, Evangelisten. (Text), 1959.
- Irrsal der Liebe. Gedichte. Frankfurt/Main 1960.
- Spiegel des Lebens. Festrede zum 60-jährigen Jubiläum des Deutschen Fußball-Bundes. Frankfurt/Main 1960[41]
- Ruf der Regenpfeifer. Übertragung japanischer Lyrik, zus. mit Kuniyo Takayasu, 1961.
- Heute noch. Erzählung. Hamburg 1962.
- Die Bremer Stadtmusikanten. 1962.
- Kleiner Stern im dunklen Strom. Roman. Frankfurt/Main 1963.
- Stadt am Strom. 1963.
- Gelöstes Haar. Japanische Gedichte von Toyotama Tsuno.(Pseudonym von MH), 1964.
- Zwei unter Millionen. Von Liebe und Ehe. Hamburg 1964.
- Kassel. Portrait einer Stadt. Hannover 1964.
- Und wie Musik in der Nacht. 1965.
- Brüderliche Welt. Erneuerung der Gemeinde durch den Heiligen Geist. Neukirchen-Vluyn 1965.
- Und es geschah. Gedanken zur Bibel. Hamburg 1965.
- Sternsagen. 1965.
- Eine Regennacht. 1965
- Widerschein der Ewigkeit. 15 Bildmeditationen. Hamburg 1966.
- Spiegel des Lebens. Gedanken über das Fußballspiel 1966.
- Heiliger Abend. Eine Weihnachtsgabe. Zürich 1967.
- Hinter den Dingen. Betrachtungen. Kassel 1967.
- An die Eltern eines Konfirmanden. 1968.
- Kreise um eine Mitte. Essays. Neukirchen-Vluyn 1968.
- Unvernunft zu Dritt. Drei Erzählungen.
- Wort vom Wort. Acht Predigten. Neukirchen-Vluyn 1968.
- Gottes Ja. Neun Predigten. Neukirchen-Vluyn 1969.
- Der golddurchwirkte Schleier. Gedichte um Aphrodite. Frankfurt/Main 1969.
- Keiner weiß die Stunde. Erzählungen aus fünf Jahrzehnten. 1970.
- Das abgründige Geheimnis. Fünfzehn Predigten. 1972.
- Vergebung. Marburg/Lahn 1972.
- Wenn dieses alles Faulheit ist. Mit Bildern von Horst Lemke. 1972.
- Kleine Begegnungen mit großen Leuten. Ein Dank. Neukirchen-Vluyn 1973.
- Der Mensch in der Begegnung mit der Bibel. 1973.
- Die Nacht der Nächte. Ein Weihnachtsbuch. 1973.
- Zwei mal zwei im Warenhaus. ein Spiel für Kinder. Frankfurt/Main 1973.
- Jahre des Lebens. 1974.
- Im Spiegel der Erinnerung. Portraits. Neukirchen-Vluyn 1974.
- Die Nienburger Revolution. Ein Schauspiel. Nienburg 1975.
- Nüchternheit. Predigten. Neukirchen-Vluyn 1975.
- Der Mensch vor Gottes Angesicht. Rembrandt-Bilder-Deutungsversuche. Neukirchen-Vluyn 1976.
- Bis nördlich von Jan Mayen. Geschichten zwischen Kopenhagen und dem Packeis. Neukirchen-Vluyn 1978.
- Andreas, Viola und der neue Stern. Roman. Gütersloh 1975.
- Unvernunft zu dritt. Eine Schülergeschichte. Neukirchen-Vluyn 1977.
- Welt aus Licht und Eis. (Spitzbergen). Neukirchen-Vluyn 1979.
- Vom Reichtum des Lebens. Betrachtungen, Fragen, Antworten. Basel 1979.
- Gottes Nähe. Predigten. Neukirchen-Vluyn 1981.
- Der Hüttenfuchs. Erzählung. Frankfurt/Main 1983.
- Das Unerwartete. Städte und Landschaften. 1988[42]
- Worpsweder Kalenderblätter. Tage, Stunden, Augenblicke; aus dem Nachlass. Worpswede 1990.

## Vertonungen
- Reiner Bredemeyer: Frühling Brautlied Angst (1965), Kantate für 3 Soprane, 3 Flöten, Schlagzeug und Kontrabaß. Text: Manfred Hausmann.
- Theophil Laitenberger: Und nicht in Klagen enden … (1970), Kantate für mittlere Stimme, Streicher, kleinen Chor, nach Texten von Manfred Hausmann u. a.
- Felicitas Kukuck: Vier Lieder für Sopran und Klavier (1982) nach Texten aus dem Hohenlied Salomonis, übertragen von Manfred Hausmann.

## Hörspiele (Auswahl)
- Lilofee: Von diesem Schauspiel entstanden in Deutschland und Österreich acht Hörspielbearbeitungen. Bei den BR-Produktionen erstellte Manfred Hausmann gemeinsam mit Herbert Timm auch die Funkfassung.
  - 1946: Regie: Ludwig Cremer (NWDR Hamburg)
  - 1946: Regie: Helmut Brennicke (Radio München)
  - 1947: Bearbeitung und Regie: Gerd Beermann (SWF)
  - 1949: Regie: Oskar Nitschke (SDR)
  - 1951: Dramatische Ballade in einer plattdeutschen Funkfassung. Regie: Eberhard Freudenberg (RB)
  - 1953: Regie: Heinz-Günter Stamm (BR)
  - 1956: Bearbeitung und Regie: Erich Neuberg (ORF Wien)
  - 1974: Reihentitel: Seinerzeit ausverkauft. Regie: Heinz-Günter Stamm (BR)

Weitere Produktionen:
- 1928–29: Marienkind. Ein Legendenspiel in fünf Bildern – Regie: N. N. (Sendespiel (Hörspielbearbeitung) – NORAG) (Zwei Livesendungen)
- 1929: Marienkind. Legendenspiel – Regie: Hanns Ulmann (Sendespiel (Hörspielbearbeitung) – Westdeutsche Rundfunk AG (WERAG))
- 1946: Das Worpsweder Hirtenspiel – Regie: Günther Schnabel (Hörspiel – NWDR Hamburg)
- 1948: Abel mit der Mundharmonika – Regie: Gustav Burmester (Hörspielbearbeitung – NWDR Hamburg)
- 1948: Worpsweder Hirtenspiel – Regie: Inge Möller (Hörspiel – RB)
- 1952: Abel mit der Mundharmonika Regie: Nicht angegeben (Hörspielbearbeitung – ORF Wien)
- 1953: Abel mit der Mundharmonika – Regie: Peter Hamel (Hörspielbearbeitung – SWF)
- 1957: Der Fischbecker Wandteppich – Regie: Julius Filip (Hörspielbearbeitung – ORF Wien)
- 1963: Der dunkle Reigen – Regie: Julius Filip (Hörspielbearbeitung – ORF Wien)
- 1966: Frühlingsfeier – Regie: Ernst Wolfram Marboe (Hörspielbearbeitung – ORF Wien)
- 1970: Liebende leben von der Vergebung – Regie: Ferry Bauer (Hörspielbearbeitung – ORF Oberösterreich)
- 1971: Heute noch – Regie: Uwe Berend (Hörspielbearbeitung – ORF Wien)

Quellen: Ö1-Hörspieldatenbank und ARD-Hörspieldatenbank